# Emiliano Zapata, San Fernando (Tamaulipas)
Emiliano Zapata är en ort i Mexiko.   Den ligger i kommunen San Fernando och delstaten Tamaulipas, i den östra delen av landet, 600 km norr om huvudstaden Mexico City. Emiliano Zapata ligger 21 meter över havet och antalet invånare är 765.
Terrängen runt Emiliano Zapata är platt, och sluttar österut. Runt Emiliano Zapata är det glesbefolkat, med 9 invånare per kvadratkilometer. Närmaste större samhälle är La Lomita, 2,1 km sydväst om Emiliano Zapata. Trakten runt Emiliano Zapata består till största delen av jordbruksmark.